# Bill Gulick
Œuvres principales
- Bend of the Snake (1950)
- Hallelujah Train (1963)

Bill Gulick, né le 22 février 1916 à Kansas City et mort le 25 octobre 2013 (à 97 ans) à Walla Walla dans l'État de Washington, est un écrivain et un historien américain. Il est l'auteur d'une vingtaine de livres, dont trois ont fait l'objet d'adaptations cinématographiques.

## Biographie
Diplômé de l'Université d'Oklahoma en 1942, il déménage à New York afin d'écrire pour le Saturday Evening Post. Plus tard, il s'établit à Tacoma où il se lance dans la rédaction d'une série traitant de l'histoire de la côte Pacifique des États-Unis. Il fait la connaissance de Jeanne Abbott, avec qui il se marie en 1946. En 1949, le couple déménage à Walla Walla.
Le premier roman de Gulick, Bend of the Snake, paraît en 1950. Il est adapté au cinéma sous le titre Les Affameurs (Bend of the River) d'Anthony Mann, sorti en 1952, qui met en scène les acteurs James Stewart, Rock Hudson et Arthur Kennedy.
Un autre ouvrage, The Road to Denver, est adapté en western du même nom en 1955.
Le roman Hallelujah Train est adapté sous le nom The Hallelujah Trail par le réalisateur John Sturges en 1965. Le film, parodie de westerns américains, met en scène les acteurs Burt Lancaster et Donald Pleasence.
Bill Gulick reçoit le Pacific Northwest Booksellers Award pour son œuvre non-fictive Snake River Country en 1971.
Il meurt le 25 octobre 2013 à Walla Walla, âgé de 97 ans.

## Livres

### Romans
- 1950 : Bend of the Snake
- 1963 : Hallelujah Train

### Ouvrages non-fictifs
- 1971 : Snake River Country
- 1981 :  Chief Joseph Country: Land of the Nez Perce
- 1996 : A Traveler's History of Washington

### Fictions historiques
- 1997 : Roll On, Columbia: To the Pacific : A Historical Novel

### Courtes histoires
- 1955 : The Road to Denver